# Carxofa morada

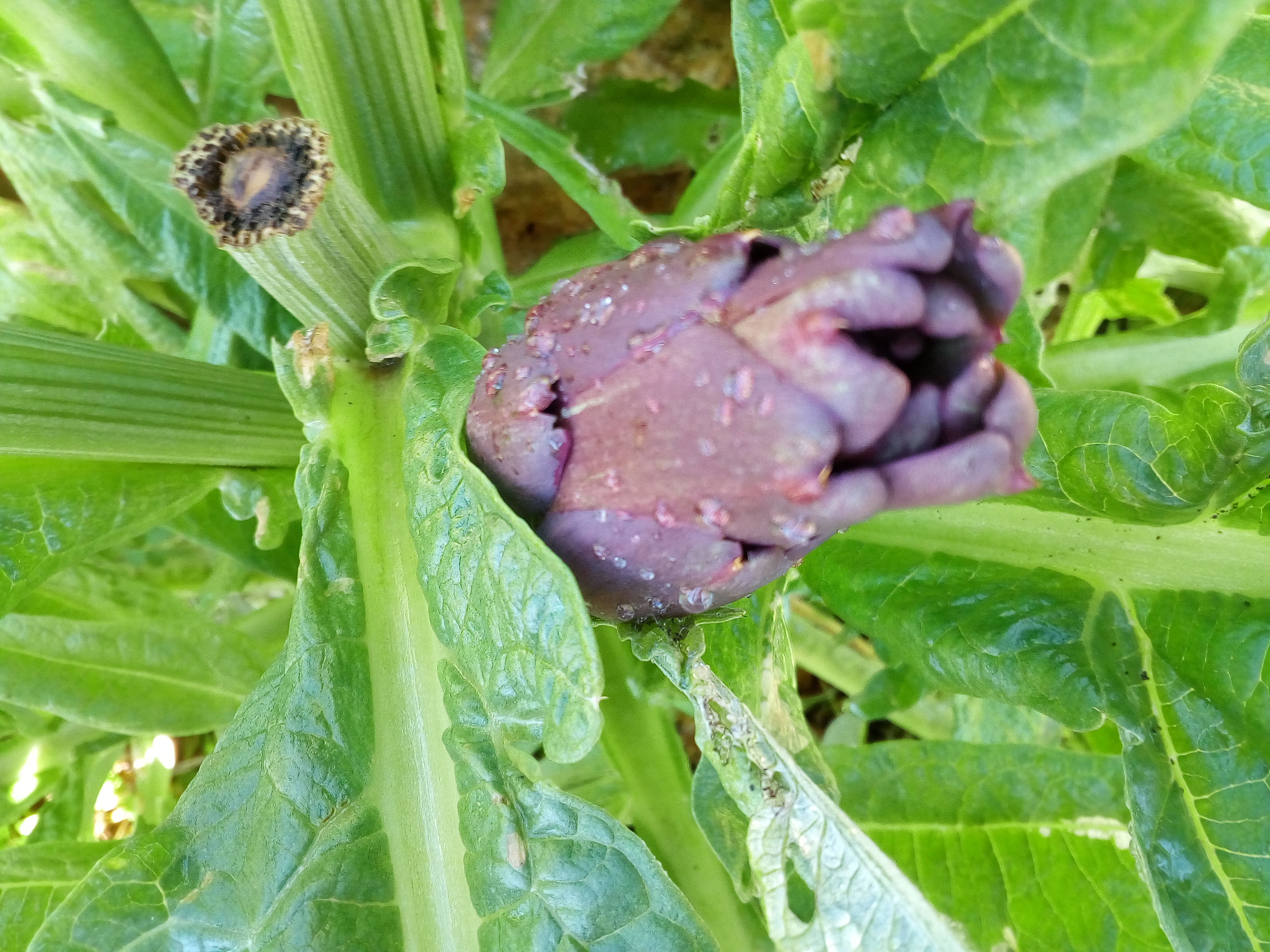
Carxofa negra mallorquina

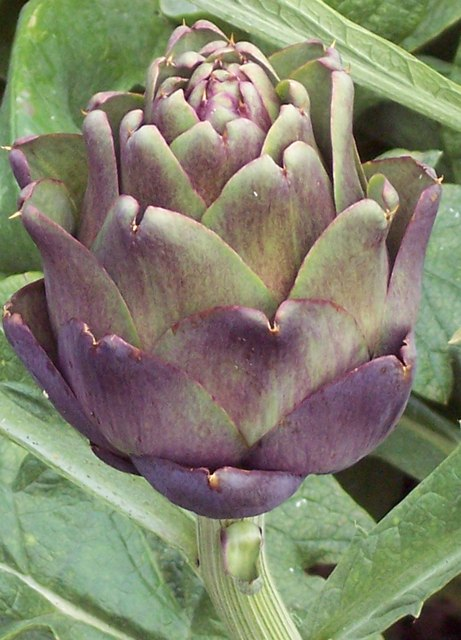
Exemplar cultivat a Anglaterra

La carxofa negra, carxofa morada o carxofa lila és una varietat de la carxofa que sembla que és descendent de la carxofa violeta de Provença. Sembla que arribaren provinents de França el segle xix. Una subvarietat espinosa es cultiva a Sardenya amb denominació d'origen controlada: la carxofa espinosa de Sardenya.
A Catalunya Nord s'anomenen macau o violet. A Mallorca hi ha una varietat petita i allargada i a Menorca hi ha una varietat descrita com a de color morat, lleugerament allargada i punxeguda.